# 斯普林瓦利鎮區 (密蘇里州香農縣)
斯普林瓦利鎮區（英語：Spring Valley Township）是位於美國密蘇里州香農縣的一個行政鎮區。

## 地方資料
斯普林瓦利鎮區的面積為449.54平方千米，當中陸地面積為449.51平方千米，而水域面積為0.03平方千米。根據2020年美國人口普查的數據，當地共有人口857人，而人口密度為每平方千米1.91人。